# Шанне
Шанне́ (фр. Channay) — коммуна во Франции, находится в регионе Бургундия. Департамент коммуны — Кот-д’Ор. Входит в состав кантона Лень. Округ коммуны — Монбар.
Код INSEE коммуны — 21143.

## Население
Население коммуны на 2010 год составляло 63 человека.
| 1962 | 1968 | 1975 | 1982 | 1990 | 1999 | 2010 |
| ---- | ---- | ---- | ---- | ---- | ---- | ---- |
| 110  | 106  | 74   | 68   | 70   | 76   | 63   |

## Экономика
В 2010 году среди 37 человек трудоспособного возраста (15—64 лет) 26 были экономически активными, 11 — неактивными (показатель активности — 70,3 %, в 1999 году было 73,2 %). Из 26 активных жителей работали 25 человек (13 мужчин и 12 женщин), безработной была 1 женщина. Среди 11 неактивных 4 человека были учениками или студентами, 5 — пенсионерами, 2 были неактивными по другим причинам.